# Lojze Dular
Lojze Dular, slovenski inženir rudarstva, * 9. marec 1903, Gradec, † 25. avgust 2002, Ljubljana.

## Življenje in delo
Diplomiral je 1926 na ljubljanski Tehniški fakulteti. Od leta 1926 do 1941 je služboval v trboveljskem premogovniku. V času narodnoosvobodilne borbe je bil član znanstvenega inštituta in komisije za vprašanja meje, po vojni pa član gospodarskega odbora v Trstu in izvedenec jugoslovanske delegacije na pariški mirovni konferenci kot vodja statistične službe pri SNOS? od ustanovitve 1944 (predhodnik Zavoda za statistiko oz. SURS);  V letih 1945-50 je bil pomočnik ministra za rudarstvo Federativne ljudske republike Jugoslavije, podpredsednik komisije za premog, sveta za energetiko in ekstraktivno industrijo (1950-51), sveta za industrijo in gradbeništvo (1951-53), pomočnik direktorja za gospodarsko planiranje in pomočnik zveznega sekretarja za industrijo in gradbeništvo (1958-63). Po vrnitvi v Slovenijo je bil do 1966 podpredsednik Gospodarske zbornice Slovenije.
Dular je že pred vojno pripravil vrsto razprav in rudarskih projektov, med narodoosvobodilno borbo pa študije o razvoju rudarstva in industije v Istri, Slovenskem primorju in na Koroškem. Po letu 1945 je vodil dela pri odpiranju in razširitvi rudnikov v Banovićih, Kolubari, Ljubiji, Varešu, Velenju in drugod.